# 鄚颉府
鄚颉府，渤海国时设置的府。

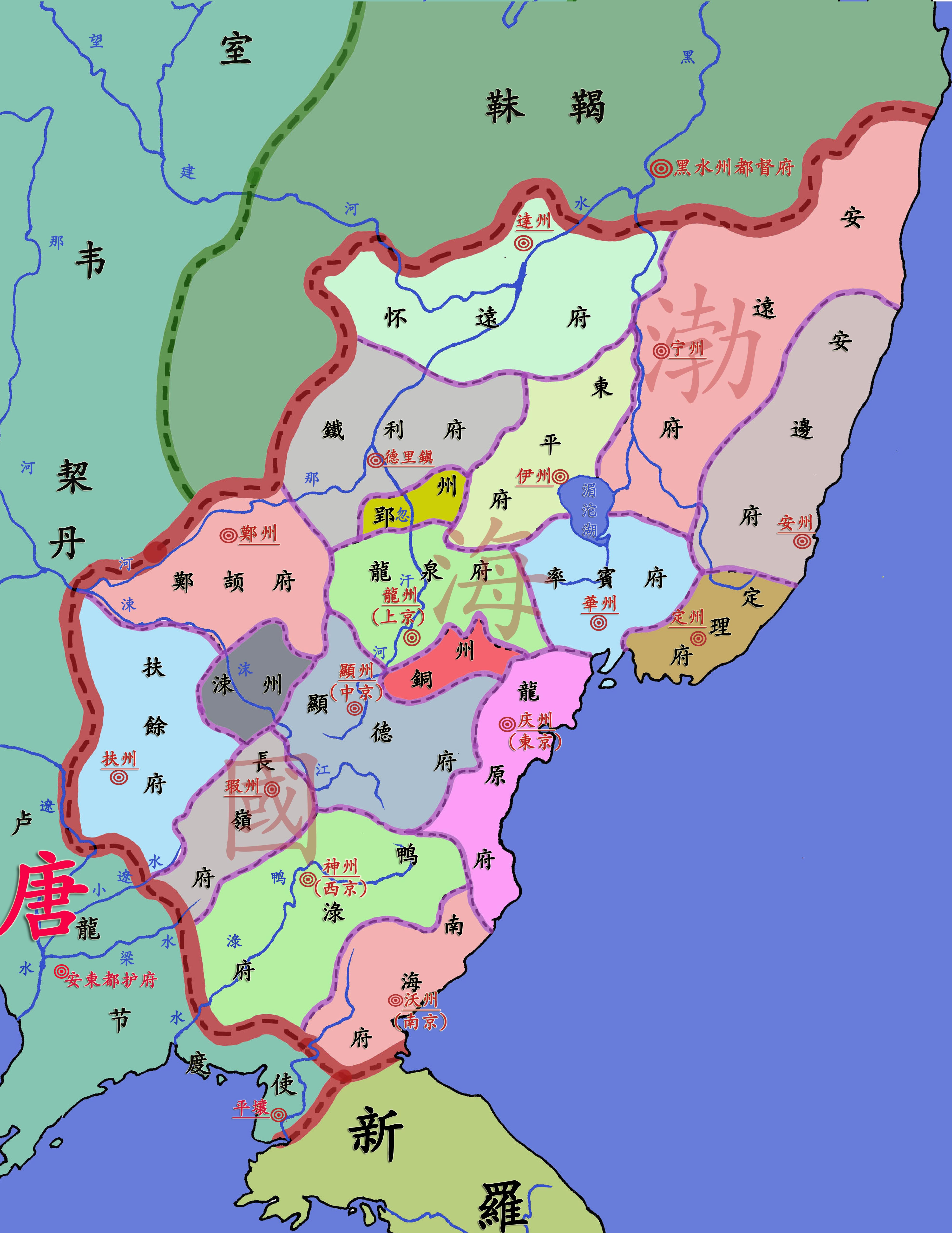
渤海國行政區劃

治所在鄚州（今黑龙江省哈尔滨市阿城区）。辖境约今黑龙江省松花江以南、延寿县以西及吉林省扶余县、榆树市等区域。辽朝时废。 